# Dark Sky
Dark Sky är ett melodiskt hårdrocksband från Rottweil i Tyskland. Bandet grundades 1982 men släppte inte sitt debutalbum förrän 1998.

## Medlemmar

### Nuvarande medlemmar
- Frank Breuninger – gitarr, keyboard (1982–1992), sång (1993– )
- Steffen Doll – gitarr (1990, 2002– )
- Winny Zurek – basgitarr (1993– )
- Claudio Nobile – keyboard (1993– )
- Uwe Mayer – trummor (1995– )

### Tidigare medlemmar
- Ralf Asche Schlude – gitarr
- Tobias Schuster – trummor
- Matt Whitton – gitarr
- Bruno Rock Kraler – sång, gitarr, keyboard
- Lutz Aicher – basgitarr,  bakgrundssång
- Michael Weiss – gitarr
- Andy Honer – trummor, bakgrundssång (1982–1992)
- Sugus Mager – sång (1982–1992)
- Axel Deyda – gitarr, bakgrundssång
- Mac Graf – gitarr, bakgrundssång
- Richy Richard – basgitarr
- Mike Stelzig – gitarr
- Champs Niebling – trummor
- Mike Tomlinson – sång

## Diskografi

### Demo
- 1986: Living in Eternity

### Studioalbum
- 1998: Belive it (Asien: LIFE Records)
- 2000: Belive it (Europa och Japan: Goodlife Records)
- 2002: Edge of Time (Goodlife Records)
- 2005: Living & Dying (AOR Heaven)
- 2008: Empty Faces (AOR Heaven)
- 2012: Initium (Pure Steel Records)
- 2018: Once (CD+DVD, studio+live) (Metalapolis Records)

### Singlar
- 2002: "In My Mind" (Goodlife Records)